# Вомелсдорф (Коултон, Западна Вирџинија)
Вомелсдорф (енгл. Womelsdorf (Coalton)) град је у америчкој савезној држави Западна Вирџинија.

## Демографија
По попису из 2010. године број становника је 250, што је 3 (1,2%) становника више него 2000. године.
| Група             | 2000.       | 2010.       |
| Белци             | 245 (99,2%) | 246 (98,4%) |
| Афроамериканци    | 0 (0,0%)    | 0 (0,0%)    |
| Азијати           | 0 (0,0%)    | 0 (0,0%)    |
| Хиспаноамериканци | 0 (0,0%)    | 0 (0,0%)    |
| Укупно            | 247         | 250         |